# Anneyron
Anneyron település Franciaországban, Drôme megyében. Lakosainak száma 4152 fő (2022. január 1.). Anneyron Albon, Châteauneuf-de-Galaure, Épinouze, Fay-le-Clos, Saint-Rambert-d’Albon, Saint-Sorlin-en-Valloire, Bougé-Chambalud és Saint-Jean-de-Galaure községekkel határos.

## Népesség
A település népességének változása:
| Lakosok száma | 2746 | 2864 | 3038 | 3683 | 3908 | 3924 | 3999 | 4063 | 4117 | 4152 |
|               | 1968 | 1982 | 1990 | 2006 | 2013 | 2015 | 2017 | 2019 | 2020 | 2022 |